# Северни регион (Малави)
Северни регион (енг. Northern Region) је један од три региона у Малавију. Има популацију од 1.698.502 становника (2008) и површину од 26.931 километара квадратних. Главни град региона је Мзузу. Северни регион се граничи са Замбијом на западу, са Танзанијом на северу, са језером Малави и са Централним регионом Малавија на југу.

## Дистрикти
Од 27 дистрикта Малавија, шест припадају Северном региону.
- Читипа
- Каронга
- Ликома
- Мзимба
- Нхата Беј
- Румфи

## Велики градови
Највећи градови су: Еквендени (Мзимба Дистрикт), Каронга (Каронга Дистрикт), Мзимба (Мзимба Дистрикт), Мзузу (Мзимба Дистрикт), Румфи (Румфи Дистрикт) и Нхата Беј (Нхата Беј Дистрикт).

### Острва
Северни регион обухвата и неколико острва у Малавијском језеру, а на једном од тих острва налази се град Ликома, која је седиште дистрикта Ликома. Дистрикт Ликома обухвата острво Ликома и Чизумулу.